# إدوارد بولوير لايتون
إدوارد بولوير لايتون (بالإنجليزية: Edward Bulwer-Lytton)‏ هو روائي وسياسي بريطاني من مواليد عام 1803. شغل منصب وزير الدولة للمستعمرات في الفترة (1858 – 1859). توفي عام 1873.

## حياته
ولد إدوارد في 25 مايو 1803 من عائلة ميسورة وقد فقد اباه وهو في الرابعة من عمره. كان إدوارد غلاما نجيبا وحين تخرج من كامبريدج في 1826 كان معروفا ببراعة فائقة في السيف والملاكمة.
لم يفكر إدوارد بالانصراف إلى الأدب الا بعد زواجه عام 1827. ذلك ان والدته لم تكن راضية عن شريكة حياته فقطعت عنه مساعدتها المالية مما اضطره للبحث عن وسيلة للارتزاق فاختار الكتابة ونال نجاحا جيدا منذ روايته الثانية «بلهام».
في عام 1831 أصبح إدوارد عضوا في البرلمان البريطاني حيث بقي 24 عاما أنشا خلالها مجلة «نيومونتلي» الشهرية الجديدة وتعرف بواسطتها إلى مشاهير من عصره «كشارلز ديكنز» الروائي الشهير و «بنجامين دزرائيل» الذي أصبح رئيسا للوزراء في بريطانيا فيما بعد.

## وصلات خارجية
- إدوارد بولوير لايتون على موقع IMDb (الإنجليزية)
- إدوارد بولوير لايتون على موقع الموسوعة البريطانية (الإنجليزية)
- إدوارد بولوير لايتون على موقع ميوزك برينز (الإنجليزية)
- إدوارد بولوير لايتون على موقع قاعدة بيانات برودواي على الإنترنت (الإنجليزية)
- إدوارد بولوير لايتون على موقع إن إن دي بي (الإنجليزية)
- إدوارد بولوير لايتون على موقع قاعدة بيانات الفيلم (الإنجليزية)

- إدوارد بولوير لايتون  على قاعدة بيانات الخيال التأملي على الإنترنت